# 末永正雄
末永 正雄（すえなが まさお、1978年2月13日 - ）は、鹿児島県鹿児島市出身のドリフトドライバー、会社員。同じくドリフトドライバーの末永直登は実兄。2010年に結婚している。

## プロフィール
- 身長：162cm
- 体重：58kg
- 血液型：O型
- ニックネーム：まさをさん
- 愛車：マツダ・RX-7（FD3S）、日産・シルビア（S15）など。RX-7はエアコン・内装を取り外しRE雨宮のフルエアロを装着した仕様で、2006年のD1ストリートリーガル出場時に使用していたRX-7からパーツをフル移植して製作し、雨宮時代に練習機として使用していた[1]。

## 略歴
中学2年生の時からミニバイクレースに参戦し、高校2年生の時に鹿児島チャンピオンを獲得。その後モトチャンプ杯の九州大会に参戦し、SR50クラスでチャンピオンになり、全国大会に出場。20歳の時に北九州大会カートコースでの練習で転倒、鎖骨骨折し、一時ミニバイクレースを休場した。その頃に兄・末永直登の影響でドリフトを始める。最初はAE85を購入し、怪我のため片手で練習する。その後AE86、スカイライン（HR31）、AE86、シルエイティ、AE86、セフィーロ、AE86、シルビア（S13）、RX-7（FD3S）と乗り継いだ。ちなみに直登は正雄よりも1週間ドリフト歴が長い。2000年には第69回いかす走り屋チーム天国南九州大会に、植尾勝浩率いる「殿倶楽部」から植尾や兄の直登などと共に参戦。団体戦優勝を果たしている。
D1グランプリには2002年から参戦。当初はプライベーターであり、2003年にはS13シルビアに乗り全戦自走で全国を転戦した。
2004年にはRE雨宮に移籍し、RX-7（FD3S）で参戦。2005年からは次第に好成績を収めるようになり、第6戦富士スピードウェイで初優勝。最終戦筑波サーキットでは決勝戦まで勝ち進み、風間靖幸との接触により走行不能になりリタイアとなったものの、シリーズランキング年間2位に輝いた。2006年は第3戦の3位が最高位でシリーズ8位、2007年は第2戦で準優勝・第3戦・第7戦で優勝を果たすなど活躍し同3位。2008年・2009年・2010年もそれぞれ3位・4位・3位と好成績を収めた。
また、2006年にはD1ストリートリーガルにマイカーのRX-7（FD3S）で参戦、シリーズランキング2位になっている。
2011年にはNOSを組み込んだRX-8にマシンを変更し、同年のシリーズを9位で終えた。翌2012年、さらに2013年もRX-8で参戦し、それぞれシリーズランキング総合9位、総合11位であった。
2014年はマシンを3ローターエンジン搭載のRX-7（FD3S）に変更し、単走でシリーズチャンピオンに、総合でもシリーズ2位に輝いた。翌2015年も引き続きRX-7に搭乗した。
2016年は、本業である新聞印刷業の都合もあり、プライベーターとして2JZ-GTE搭載のS15シルビアでスポット参戦した。
2017年と2018年はTRUSTより、川畑真人と共にR35型GT-Rで参戦。それぞれシリーズを総合11位と4位で終えた。
2019年は再びプライベーターとして2016年と同じS15型シルビアで第5戦エビスから参戦。
2020年からはD-MAXに所属し、チームメイトの横井昌志と共に、2019年に横井がチャンピオンを獲得した際のマシンであるS15シルビアで参戦。タイヤはナンカンを使用する。2020年は総合13位にとどまったものの、2021年は第8戦奥伊吹で準優勝するなど活躍しシリーズ4位となった。
2022年も前年と同じ体制・マシンでD1GPに参戦。第2戦奥伊吹では3位、第8・9戦のエビスでは2連勝を果たし、前年と同じシリーズ4位でシーズンを終えた。
2023年も同じ体制・マシンでD1GPに参戦したが、タイヤがGOODRIDEに変更された。しかし、第3戦、第4戦でチームメイトの横井昌志がタイヤレギュレーション違反で失格になったのを受け、第5戦から第8戦まではシバタイヤを使用した。開幕戦では準優勝、第7戦では優勝を果たし、シリーズランキングは6位で終えた。
2024年の東京オートサロン2024にて、一身上の都合によりプロドリフトドライバーとしての活動を休止することを発表。このため2023年の第7戦が自身最後の優勝となった。しかし、ドリフト自体は趣味で活動を続け、D1やFDJでは選手として活動は行わないもののメカニックや事務作業で顔を出すかもしれないと語っている。鈴木学によれば、生涯追走対戦数は268戦、追走勝利回数は163勝で共に歴代2位。

## 人物
- 2005年の第2戦お台場の追走で末永直登とのD1史上初の兄弟対決が実現し、この時は正雄が勝利。直近では2021年第8戦の奥伊吹モーターパーク[9]でも兄弟対決があり、2021年シリーズ終了時点の勝敗は正雄5勝、直登4勝となっている。
- 2014年にビデオオプションの企画で行われたD1GP車両の筑波タイムアタックでは、当時D1GPで使用していたRE雨宮のRX-7（FD3S）をドライブし、Sタイヤ（ヨコハマ・アドバンA050）装着で56秒446というタイムをマークした。これはD1GP車両史上最速タイムである[8][10]。
- D1選手のなかでは少数派である自動車関係以外の仕事が本業であり、南日本新聞に勤務しており、印刷機械のメンテナンスを担当している[1]。
- 大学卒業後上京した兄・直登とは異なり、地元・鹿児島県でサラリーマンとして働きながらレース活動を続けている。兄への対抗心で鹿児島に留まることを選んだものの何度か上京を考えたこともあったが、上京してから活動に必要な環境を整えることの難しさを考え、サラリーマンとドライバーを両立することを決めた[1][2]。
- 追走の対戦前などで、チームのスタッフやメカニックとグータッチをすることをゲン担ぎとしている。
- D-MAXに移籍して以降、なにかと他の選手にパーツが取られがちである。
  - 2022年 第5戦 エビスでは、ボンネットが吹き飛んだ横井昌志にボンネットが取られてしまった。
  - 2023年 第4戦 筑波では、Sがスポンジバリアに接触し、リアバンパーとリアオーバーフェンダーが破損してしまったため、それらのパーツが移植された。
  - 2023年 第6戦 エビスでは、横井昌志が練習走行含めクラッシュが多くフロントバンパーのスペアがなくなってしまったため、ベスト8では末永正雄のバンパーが使用された。